# Metridia longa
Metridia longa là một loài giáp xác thuộc phân lớp Copepod được tìm thấy ở Bắc Cực, bắc Đại Tây Dương, Thái Bình Dương và các vùng nước xung quanh. Con cái có chiều dài trung bình khoảng 4,2 mm (0,17 in) và con đực có chiều dài trung bình khoảng 3,5 mm (0,14 in).

## Miêu tả
Con cái của M. longa có chiều dài trung bình khoảng 4,2 mm (0,17 in), trong phạm vi từ khoảng 1,6 mm (0,063 in) đến 4,5 mm (0,18 in). Con đực thường nhỏ hơn, với chiều dài trung bình khoảng 3,5 mm (0,14 in), trong phạm vi khoảng 1,6 đến 4 mm (0,063 và 0,157 in). Nó phát quang sinh học, phát ra ánh sáng khi bị xáo trộn về mặt cơ học, điện học hoặc hóa học. Ánh sáng này được truyền qua chất tiết có chứa luciferase từ các tuyến thượng bì trên đầu và bụng.

## Phân bố
M. longa được tìm thấy ở cận Bắc Cực, Bắc Cực, bắc Đại Tây Dương và Thái Bình Dương, dọc theo bờ biển châu Mỹ và châu Á. Nó cũng đã được phát hiện ở Nam Cực và vùng biển Thái Bình Dương gần lục địa này.

## Sinh thái

### Sống và sinh sản
M. longa sinh sản từ đầu đến giữa tháng Năm. Nó sử dụng thực phẩm mới ăn để hoàn tất việc tạo trứng và giải phóng chúng, nhưng nó có khả năng sử dụng lipid dự trữ trong quá trình tạo noãn. Kích thước ổ trứng trung bình khoảng 33 trứng, không tính đến việc ăn thịt chúng. Những quả trứng này nở sau thời gian ấp 24 giờ. Các cá thể giai đoạn sinh trưởng I đến V sau đó phát triển trong mùa hè. Nhóm cá thể thuộc giai đoạn sinh trưởng I đến III thường được tìm thấy dưới độ sâu khoảng 130 mét (430 ft) trong ngày và thường không di chuyển. Ở vùng biển Bắc Cực, nó thường được tìm thấy gần bề mặt hơn. Ngoài ra, ở Balsfjorden, M. longa trong giai đoạn từ I đến III được phát hiện ở độ sâu 50 mét (160 ft). Các cá thể từ giai đoạn IV đến giai đoạn trưởng thành sống di cư, di chuyển từ vùng nước sâu hơn mà nó sinh sống vào ban ngày đến vùng nước nông hơn vào ban đêm để kiếm ăn. Điều này được giả thuyết là do nó có thể làm giảm cơ hội cho các loài săn mồi, vì những loài dựa vào thị giác sẽ khó phát hiện ra con mồi hơn trong bóng tối. Đồng thời, M. longa dành nhiều thời gian hơn trên mặt biển trong mùa đông, khi đêm dài hơn. Nó có khả năng hoạt động nhiều hơn trong thời gian này, và sử dụng lipid dự trữ để phát triển các tuyến sinh dục của mình khi sống qua mùa đông.

### Chế độ ăn
M. longa là loài ăn tạp. Nó ăn thịt đồng loại trứng của mình, với một nghiên cứu năm 2008 cho thấy nó ăn 38% số trứng khi thức ăn dồi dào, cho đến khi nồng độ chất diệp lục a đạt dưới 50 miligam (0,00011 lb) trên 1 mét vuông (11 sq ft). Lúc này, nó bắt đầu loại bỏ một số lượng trứng ngày càng tăng, với tỷ lệ trứng bị ăn tối đa là 85%. Loài này được cho là ăn tạp vào mùa đông để bổ sung nhu cầu trao đổi chất và phát triển tuyến sinh dục của nó.